# اینتلیگنتساکتسیون
اینتلیگنتساکتسیون (آلمانی: Intelligenzaktion) یک اصطلاح آلمانی به معنای اقدام روشن‌فکران و نام عملیات نسل‌کشی مخفیانه آلمان نازی علیه نخبگان لهستانی (شامل روشنفکران، آموزگاران، کشیشان، پزشکان و غیره) است که در ماه‌های اول جنگ جهانی دوم رخ داد.این نسل‌کشی برای آلمانیزه‌کردن مناطق غربی لهستان صورت گرفت.اینتلیگنتساکتسیون گام بزرگی برای اجرای عملیات تاننبرگ بود.
در جریان این عملیات حدود ۱۰۰٬۰۰۰ نفر از شهروندان لهستانی کشته شدند و سپس در گورهای دسته‌جمعی دفن شدند.این افراد پیش از شروع جنگ توسط آلمان‌ها شناسایی شده بودند. برای تسهیل در روند کاهش جمعیت شهروندان لهستانی، آلمان‌ها مکان‌های عمومی را برای اعدام‌ها انتخاب می‌کردند تا با ایجاد ترس و وحشت آن‌ها را فراری دهند.جوخه‌های مرگ آینزاتس‌گروپن و فولکس‌دویچه زلبست‌شوتز که به این کشتارها دست می‌زدند، وانمود می‌کردند که این کار را به قصد حذف افراد خطرناک سیاسی از جامعه لهستان انجام می‌دهند.

## هدف

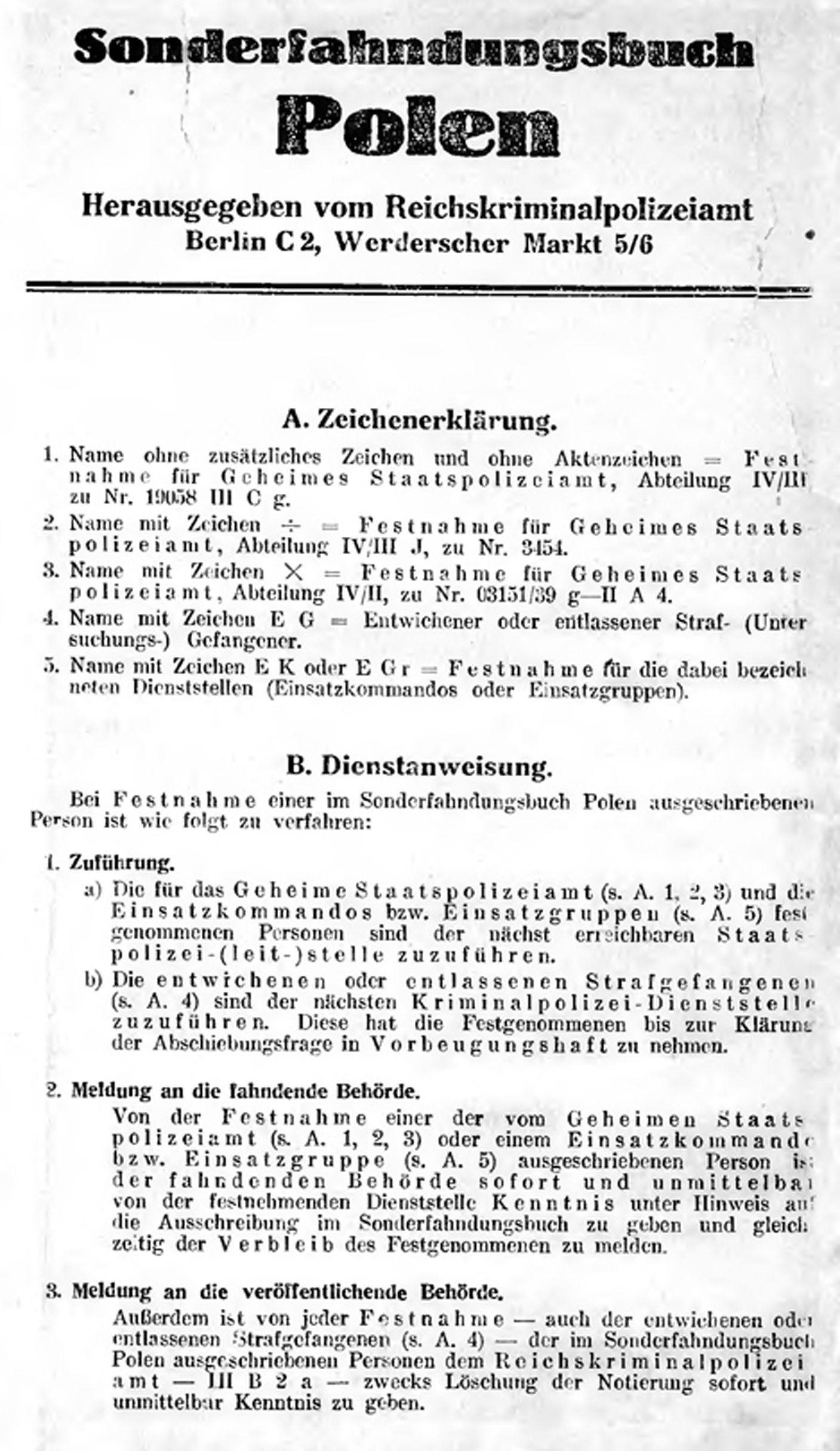
کتاب جستجوی ویژه لهستان.

آدولف هیتلر دستور داده بود که تمامی نخبگان لهستانی باید از جامعه لهستان حذف شوند تا هیچ مقاومتی از طرف شهروندان لهستان علیه آلمانی‌ها سازماندهی نشود.
گرچه نژادپرستی نازی‌ها بیان می‌کرد که نخبگان لهستانی بیشتر از خون آلمانی هستند، با این وجود نابودی چنین افرادی به‌دلیل داشتن احساسات میهن‌پرستانه و ملی‌گرایانه این افراد از نظر نازی‌ها ضروری به نظر می‌رسید.آلمانی‌ها این افراد را سدی برای رسیدن به هدف اصلی خود در لهستان یعنی آلمانیزه‌کردن لهستان و به بردگی کشیدن شهروندان لهستانی می‌دانستند.
علاوه بر این، طبق سیاست اداره سیاست نژادی ان‌اس‌دآپ کودکان نخبگان لهستانی باید ربوده شده و به آلمان برده شوند تا مثل یک آلمانی بزرگ شوند.

## روش‌ها
با اشغال لهستان، آلمان‌ها شروع به دستگیری و کشتن افراد نام برده شده در کتاب پیگرد ویژه لهستان کردند.این فهرست شامل بیش از ۶۱٬۰۰۰ نام بود که پیش از جنگ توسط اس دی و زیپو و با کمک اقلیت آلمانی ساکن لهستان تهیه شده بود.
جوخه‌های مرگ آینزاتس‌گروپن و فولکس‌دویچه زلبست‌شوتز مامور انجام این کشتارها بودند.با توجه به اینکه قربانیان افراد غیرنظامی بودند فرماندهان این گروه‌های شبه‌نظامی همواره سعی داشتند تا روحیه سربازان خود را با آموزه‌های نژادی و ایدئولوژیکی تقویت کنند.بر طبق یادداشتی که مارتین بورمان از جلسه ۲ اکتبر ۱۹۴۰ میان هیتلر و هانس فرانک فرماندار لهستان برداشته است:
"پیشوا یک بار دیگر باید تاکید کند، که تنها یک ارباب برای لهستانی‌ها وجود دارد، که آن هم آلمانی است؛نمی‌تواند دو ارباب در کنار هم باشند، هیچ رضایتی به این ترتیب وجود ندارد، تمامی نمایندگان جامعه اندیشمندان لهستان باید کشته شوند ... دولت عمومی یک زمین لهستانی است، یک اردوگاه کار بزرگ لهستانی".

## مناطق کشتار
1. اینتلیگنتساکتسیون پومرن که در منطقه پومرانی اتفاق افتاد، به دستگیری، زندانی کردن و کشتار ۲۳٬۰۰۰ نفر انجامید.برای ایجاد ترس در میان شهروندان، از بین دستگیرشدگان چندین نفر انتخاب می‌شدند، در ملاعام اعدام می‌شدند و اجساد آن‌ها را برای هشدار به دیگران به نمایش می‌گذاشتند.
2. اینتلیگنتساکتسیون پوزن که به کشتار ۲٬۰۰۰ نفر در پوزنان انجامید.
3. اینتلیگنتساکتسیون ماسوویان که به کشتار ۶٬۷۰۰ نفر در شهرهای اوسترونکا، ویشکوف، تسیخانوو، ویسوکی مازوفیتسکی و ومژا انجامید.
4. اینتلیگنتساکتسیون اشلزین که به کشتار ۲٬۰۰۰ نفر در استان سیلسیان انجامید.
5. اینتلیگنتساکتسیون لیتسمانشتات که به کشتار ۱٬۵۰۰ نفر در ووچ انجامید.
6. زوندراکتسیون کراکوف که به دستگیری دسته‌جمعی ۱۸۴ استاد دانشگاه یاگیلونیا از دانشگاه و فرستادن آن‌ها به اردوگاه کار اجباری زاخسنهاوزن انجامید.
7. زوندراکتسیون کراکوف دوم
8. زوندراکتسیون در چستوهووا
9. زوندراکتسیون لوبلین که به کشتار ۲٬۰۰۰ نفر در شهر لوبلین انجامید.بیشتر قربانیان کشیشان کلیسای کاتولیک رم بودند.
10. زوندراکتسیون بورگربرویکلر در استان ووتسکی
11. پروفسورنمورد در ایوانو-فرانکیفسک که اکنون در کشور اوکراین است.